# Duitse en geallieerde eenheden rond Betuwe 1944-45
Tussen eind september 1944, na afloop van Operatie Market Garden, en 5 mei 1945, de Duitse overgave in Nederland, was de Betuwe een bij tijd en wijle hard bevochten oorlogsgebied. Een keur aan Duitse, Britse, Canadese, Amerikaanse en Belgische eenheden raakte bij deze gevechten betrokken.

## Achtergrond
Door de geallieerde Operatie Market Garden werd de Betuwe opnieuw oorlogsgebied vanaf 17 september 1944 door de luchtlandingen rond Arnhem, maar zeker vanaf 22 september 1944, toen Britse grondtroepen de Betuwe introkken via de burg bij Nijmegen. Ook nadat Market Garden officieel op 26 september 1944 beëindigd was, ging de strijd door. De Duitsers beschouwden het geallieerde bruggenhoofd in de Betuwe als een duidelijk gevaar voor een verdere geallieerde opmars. Op 25 september 1944 vaardigde Adolf Hitler een bevel uit, waarin hij persoonlijk opdracht gaf het geallieerde bruggenhoofd te vernietigen. Daarop werden verschillende Duitse aanvallen tot uitvoering gebracht. In de winter 1944/45 werd het vervolgens over het algemeen rustiger, met uitzondering van enkele scherpe Duitse lokale aanvallen en de perikelen rond de door de Duitsers veroorzaakte innundatie van de Betuwe.
In het hierna volgende overzicht zijn alle grotere Duitse en geallieerde eenheden opgesomd, die tussen 26 september 1944 en 5 mei 1945 in en direct om de Betuwe in actie kwamen, gedurende kortere of langere tijd. De Duitse eenheden in september/oktober 1944 waren meest opgebrande resten (Kampfgruppen) van divisies die uit Normandië teruggekomen waren. Daarnaast waren de Duitsers meesters in snel Kampfgruppen en Sperrverbanden te vormen uit allerlei voorhanden eenheden en die meteen in te zetten. Enkele divisies waren zeer recent pas gevormd. Tegen het einde van de oorlog was de Duitse mankracht aan het einde. De geallieerde troepen in september/oktober 1944 waren goed en sterk, maar wel deels versleten na de strijd vanuit Normandië van de maanden ervoor. Uitzonderingen waren de Amerikaanse luchtlandingsdivisies, wat elite eenheden waren. In het voorjaar van 1945 waren de geallieerde troepen vol uitgerust en op sterkte.
De term “The Island” (Het Eiland) valt regelmatig en is een door de geallieerden gegeven naam van het gebied waarin gevochten werd tussen Rijn (noord) en Waal (zuid) en tussen Opheusden (west) en Doornenburg (oost).

## Duitse eenheden

### 9e Pantserdivisie
Commandant: Generalleutnant Harald Freiherr von Elverfeldt

De 9e Pantserdivisie (Duits: 9. Panzer-Division) was na de zware gevechten in de herfst 1944, o.a. bij Aken, zwaar gedecimeerd. Op 23 september werden ter versteking de resten van de Panzerbrigade 105 ingevoegd. De divisie werd naar Nederland verplaatst en ingezet begin oktober 1944 bij het Duitse tegenoffensief in de Overbetuwe bij Elst. Al na een paar dagen werd dit offensief afgebroken wegens gebrek aan resultaat. Tussen 13 en 15 oktober werd de divisie met veerboten overgezet over het Pannerdensch Kanaal en bij Xanten kort opgefrist.

### 116e Pantserdivisie
Commandant: Generalmajor Siegfried von Waldenburg

De 116e Pantserdivisie (Duits: 116. Panzer-Division) was ingezet in september 1944 bij Aken. De divisie werd vervolgens naar Nederland verplaatst en ingezet begin oktober 1944 bij het Duitse tegenoffensief in de Overbetuwe noordelijk van Elst. Het pantserregiment was daar niet bij. Al na een paar dagen werd dit offensief afgebroken wegens gebrek aan resultaat. Vanaf 8 oktober 1944 werd de divisie uit het front gehaald, met veerboten over de Nederrijn gezet en bij Velp verzameld. Vanaf daar ging de divisie op transport naar het front bij Aken.

### 9e SS-Pantserdivisie Hohenstaufen
Commandant: SS-Standartenführer Walter Harzer

De 9e SS-Pantserdivisie Hohenstaufen (Duits: 9. SS-Panzer-Division Hohenstaufen) was vanaf 17 september 1944 rond Arnhem en Oosterbeek in actie tegen de Britse 1e Luchtlandingsdivisie. Delen van de divisie waren ook in actie in de Betuwe tussen Arnhem en Elst, maar eind september werd de divisie teruggetrokken naar Paderborn voor rust en herstel.

### 10e SS-Pantserdivisie Frundsberg
Commandant: SS-Brigadeführer Heinz Harmel

De 10e SS-Pantserdivisie Frundsberg (Duits: 10. SS-Panzer-Division Frundsberg) was ook vanaf 17 september 1944 ten zuiden van Arnhem en bij Nijmegen in actie, in eerste instantie meest tegen de Amerikaanse 82e Luchtlandingsdivisie. Nadat de brug bij Nijmegen in geallieerde handen gevallen was, moest de divisie verdedigen rond Elst en Bemmel tegen Britse grondtroepen van het 30e Legerkorps voor de rest van september. Vanaf 1 oktober 1944 nam de divisie deel aan het Duitse tegenoffensief in de Overbetuwe en vormde daarbij de zuidelijkste aanvalsrichting langs de Waal. Al na een paar dagen werd dit offensief afgebroken wegens gebrek aan resultaat. Nadat de 9e en 116e Pantserdivisies medio oktober werden teruggetrokken, bleef de 10e SS de enige divisie in het bruggenhoofd, tot op 19 november 1944 de 6e Parachutistendivisie de sector overnam en de 10e SS op transport kon richting de Aken-sector.

### 34e SS Freiwilligen Grenadier Divisie Landstorm Nederland
Commandant: SS-Standartenführer Martin Kohlroser

De SS-Freiwilligen-Grenadier-Brigade Landstorm Nederland werd op 2 november 1944 opgericht uit de SS-Grenadier-Regiments 1 Landstorm Nederland plus een aantal andere (SS-) eenheden. De nieuwe brigade kreeg de relatief rustige frontsector tussen Waal en Nederrijn. Op 10 februari 1945 werd de brigade omgevormd tot 34e SS Freiwilligen Grenadier Divisie Landstorm Nederland. Deze omvorming was louter theoretisch, want ze had nauwelijks de sterkte van een brigade. De divisie verving het 7e Parachutistenregiment aan het front. Het 83e Regiment nam posities in op de Betuwe achter de Waal en het 84e Regiment was gelegerd langs de zuidelijke Veluwezoom. Op 24 februari voerde de divisie nabij Zetten een succesvolle aanval uit tegen een Britse stelling van de 49e Divisie. In tegenstelling tot bij andere Waffen-SS-divisies verliep de capitulatie van Landstorm niet vlekkeloos. Uit angst voor Nederlandse wraak gaf de divisie zich pas op 10 mei 1945 over nadat de Britse 49e Infanteriedivisie zich garant stelde voor hun veiligheid.

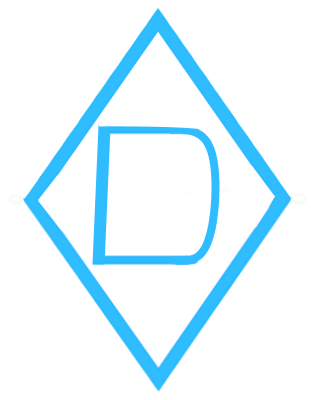

### 363e Volksgrenadierdivisie
Commandant: Generalleutnant August Dettling

De 363e Volksgrenadierdivisie werd op 17 september 1944 opgericht op Oefenterrein Wildflecken uit de 566e Volksgrenadierdivisie om de in Normandië vernietigde 363e Infanteriedivisie te vervangen. Hoewel de training nog verre van volledig was, werd de divisie al op 28 september op transport gezet naar Nederland. Van 5 tot 15 oktober lanceerde de verse divisie een reeks van felle aanvallen in en rond Opheusden, waar de Amerikaanse 101e Luchtlandingsdivisie net gearriveerd was. Op 13 november droeg de divisie zijn front over aan de 712e Infanteriedivisie. In deze tijd had de divisie 53 officieren en rond 1.500 manschappen verloren. De divisie vertrok naar het gebied oostelijk van Venlo in Duitsland.

### 712e Infanteriedivisie
Commandant: Generalleutnant Friedrich-Wilhelm Neumann, vanaf 25 februari 1945 Generalmajor Joachim von Siegroth

De 712e Infanteriedivisie was in de herfst van 1944 in actie in Noord-Brabant en werd tijdens Operatie Pheasant begin november 1944 over de Maas teruggedreven. Daarna nam de divisie de frontsector langs de Waal op zich van Heesselt via Tiel tot Opheusden. Op 15 januari 1945 kreeg de divisie bevel zich uit het front terug te trekken en werd vervolgens vanuit Utrecht op transport gesteld naar het oostfront, richting Heeresgruppe A.

### 2e Parachutistendivisie
Commandant: Generalleutnant Walter Lackner

De 2e Parachutistendivisie (Duits: 2. Fallschirm-Jäger-Division) had zich op 20 september 1944 in Brest overgegeven. Kort daarna werd de divisie heropgericht in Oldenburg en in december naar Nederland verplaatst. Op 20 december nam de divisie de frontsector over van de 6e Parachutistendivisie in de Betuwe, maar zonder het 2e Parachutistenregiment (Duits: Fallschirmjäger-Regiment 2). Deze sector begon bij Angeren, via Elst en Zetten tot Opheusden. Bij de gevechten in Zetten in januari 1945 leed de divisie, en met name het 7e Parachutistenregiment, stevige verliezen. Na het begin van de Slag om het Reichswald werden de twee parachutistenregiment na elkaar uit het front gehaald en naar het Reichswald overgeplaatst.

### 6e Parachutistendivisie
Commandant: Generalleutnant Hermann Plocher

De 6e Parachutistendivisie (Duits: 6. Fallschirm-Jäger-Division) werd tijdens de Duitse terugtocht vanuit Normandië in de pocket van Mons vernietigd. Na een herbouwoperatie in Duitsland en Nederland nam de divisie op 19 november 1944 de front sector van het II SS Pantserkorps over. Deze sector begon bij Angeren, via Elst en Zetten tot Opheusden. Het 16e Parachutistenregiment van de divisie voerde in samenhang met Fall Storch een aanval uit op Haalderen op 4 december 1944, met als uiteindelijk doel de brug bij Nijmegen. Deze aanval werd door de Britse 49e Infanteriedivisie bloedig afgeslagen. Op 20 december 1944 gaf de divisie haar sector over aan de 2e Parachutistendivisie en betrok stellingen aansluitend aan deze divisie tot aan Heesselt, vanaf 22 december zelfs uitbreidend tot aan het Hollandsch Diep. Daarmee had de divisie een frontsector van 80 km te verdedigen. Begin februari 1945 werd hier ook nog het 16e Parachutistenregiment (Duits: Fallschirmjäger-Regiment 16) weggehaald om naar Gennep verplaatst te worden. Vanaf 10 februari 1945 werd de rest van de divisie ook weggehaald en volgde haar separate regiment.

### Schwere Panzer-Abteilung 506
Commandant: Major Eberhard Lange

De Schwere Panzer-Abteilung 506 (best vertaald als Zware Tankbataljon 506) was na een lange periode aan het oostfront in augustus 1944 in Ohrdruf aangekomen. Tot dat moment had de eenheid met Tiger I’s geopereerd, maar werd nu uitgerust met Tiger II. Op 20 september werd de eenheid vervolgens op transport gesteld. De 1e compagnie, 1./s.Pz.Abt.506, ging naar Aken, de 2./s.Pz.Abt.506 (onder Hauptmann Wacker) ging naar Elst, toegevoegd aan de 10e SS-Pantserdivisie en de 3./s.Pz.Abt.506 ging naar Oosterbeek, toegevoegd aan de 9e SS-Pantserdivisie. Elke compagnie had 15 tanks. De belangrijkste actie vond plaats tijdens het Duitse tegenoffensief van 1 oktober, waarbij de 3e compagnie samen optrok met de 10e en 11e SS-Pantsergrenadier-regimenten. Hierbij gingen acht Tiger’s verloren, maar konden er vier geborgen worden. De volgende dag werden vijf Tiger’s toegevoegd aan de 116e Pantserdivisie bij een aanval ten noorden van Elst. Maar al snel liep dit tegenoffensief dood. Al de volgende dag werd de Abteilung op transport gesteld naar Aken. In deze paar dagen had de Abteilung zes Tiger’s als totaalverlies moeten boeken.

### Kampfgruppe Knaust
Commandant: Major Hans-Peter Knaust

Na de landingen bij Arnhem stelde het Panzergrenadier Ausbildungs und Ersatz Regiment 57 het Panzer-Grenadier-Ausbildungs und Ersatz-Bataillon 64 uit Wuppertal beschikbaar, onder Knaust. Daaraan toegevoegd werd Panzer-Kompanie Mielke (Leutnant Mielke). Deze Kampfgruppe Knaust beschikte toen over vier compagnieën infanterie, 2x Panzer IV en 6x Panzer III en werd toegevoegd aan het II SS Pantserkorps. De Kampfgruppe werd eerst ingezet bij Arnhem om de noordelijke oprit van de brug vrij te krijgen en verloor daarbij de beide Panzer IV’s. Daarna werd de Kampfgruppe overgebracht naar de Betuwe en kwam daar in actie bij Bemmel, Lent, Oosterhout en Elst. In deze gevechten verloor Mielke eerst drie Panzer III’s in Oosterhout en later werd er nog een onbeschadigd achtergelaten. De Kampfgruppe speelde vervolgens een belangrijke rol in het Duitse tegenoffensief in oktober en was hierbij onder operationeel bevel geplaatst van de 9e Pantserdivisie.

### Kampfgruppe Bruhn
Commandant: Hauptmann Hans Bruhn

Na de landingen bij Arnhem stelde het Panzergrenadier Ausbildungs und Ersatz Regiment 57 het Panzergrenadier-Ersatz und Ausbildungs-Bataillon 361 uit Wuppertal beschikbaar, onder Bruhn. Deze Kampfgruppe kwam eerst (vanaf 19 september 1944) in actie rond Arnhem en werd daarna naar de Betuwe overgebracht. De Kampfgruppe nam vervolgens deel aan het Duitse tegenoffensief in oktober met en was hier onder bevel geplaatst van de 9e Pantserdivisie. Voor deze aanval kreeg de Kampfgruppe versterking van twee compagnieën van Kampfgruppe Knaust en een van de Luftwaffe. Na afloop van deze gevechten werd de Kampfgruppe op 10 oktober opgenomen in de 10e SS-Pantserdivisie.

### schwere Panzer-Kompanie Hummel
Commandant: Hauptmann Hans Hummel

Deze zware tankcompagnie werd gevormd in Paderborn in juli 1944 uit de schwere Panzer-Kompanie-Einsatz Dünkirchen en uitgerust met 14 Tiger I tanks van de schweren Panzer-Ersatz-und-Ausbildungsabteilung 500. Training vond plaats in Sennelager. De dag na de luchtlandingen bij Arnhem werd de compagnie gealarmeerd en op transport gezet naar Bocholt en verder ging het over de weg naar Arnhem. Hierbij vielen op twee na alle tanks uit door mechanische problemen. De twee die Arnhem bereikten, werden ingezet om de Britse para’s bij de brug onder schot te nemen, maar beide raakten beschadigd door Brits PIAT-vuur. Nadat de brug vrijgemaakt was op 21 september, ging de compagnie op weg naar Elst en kwam daar in actie tegen de oprukkende Britse troepen van het 30e Legerkorps. Hierbij verloor de compagnie vijf Tigers. Eind september ging de compagnie op transport naar Aken.

### Sperrverband Harzer
Commandant: Oberst Egon Gerhard

Dit Sperrverband (vrij vertaald blokkeringseenheid) werd snel samengesteld na de Poolse luchtlandingen bij Driel op 21 september 1944 en het nam een blokkeringspositie in ruwweg langs de spoorlijn Arnhem-Nijmegen van de Rijn tot Elst. De samenstelling van dit Sperrverband was:
- MG Bataillon 47 (540 man)
- 14. Schiff-Stamm-Abteilung (600 man)
- Kampfgruppe "Schörken" (600 man)
- Kampfgruppe "Kauer" (600 man)
- III. Bataillon, SS-Grenadier-Regiment "Landstorm Nederland" (450 man)

Het Sperrverband werd op 30 september onder bevel gesteld van de 116e Pantserdivisie voor de geplande Duitse tegenaanval.

### Festungs-Infanterie-Bataillon 1409
Opgericht in augustus 1944 in Wehrkreis XVII als Heerestruppe. Het bataljon werd ingezet vanaf 20 augustus 1944 in Nederland in de kustverdediging bij Wassenaar en vier dagen later bij Hoek van Holland. Op 23 september kreeg het bataljon opdracht om de Duitse opvanglijn rond Kesteren te versterken. Begin oktober nam het bataljon deel aan de Slag om Opheusden en leed daar stevige verliezen. In de tweede helft van oktober kwam het bataljon vervolgens onder bevel van de Divisionsstab z.b.V. 331.

## Geallieerde eenheden

### Guards Pantserdivisie
Commandant: Major-General Allan Adair

Deze Britse divisie was de leidende speerpunt in de grondaanval van Operatie Market-Garden en reikte hiermee tot over de brug van Nijmegen. Daar werd het stokje overgenomen door de 43e (Wessex) Infanteriedivisie. Delen van de divisie, zoals het 2e bataljon Irish Guards en het 1e Bataljon Welsh Guards namen nog deel aan de gevechten rond Bemmel tot eind september. De rest van de divisie bleef ten zuiden van de Waal. Tijdens het Duitse tegenoffensief van begin oktober kwamen ook het 3e Bataljon Irish Guards en het 1e Bataljon Coldstream Guards nog in actie. Op 6 oktober verliet de divisie de Betuwe voorgoed.

### 43e (Wessex) Infanteriedivisie
Commandant: Major-General Ivor Thomas

Op 22 september 1944 trok deze Britse divisie over de brug van Nijmegen de Betuwe in, maakte snel contact met de Poolse 1e Onafhankelijke Parachutistenbrigade rond Driel en probeerde de Duitsers uit Elst te verjagen. Bij het einde van Operatie Market-Garden had de divisie een bruggenhoofd gevormd in de Betuwe van Opheusden, via Randwijk, Heteren en Driel tot Elst. In de nacht van 26/27 september trokken de Duitsers over de Rijn en veroverden Randwijk, maar werden twee dagen later teruggeslagen. Op 1 oktober volgde een nieuwe poging bij Driel, maar ook daar werden de Duitsers tot 10 oktober over de Rijn teruggedreven. De divisie kreeg ook de volle tegenaanval van drie Duitse divisies te verduren vanaf 1 oktober, maar was in staat deze af te slaan. Op 5 oktober werd de divisie afgelost door de Amerikaanse 101e Luchtlandingsdivisie en werd overgebracht naar Nijmegen voor rust en herstel. Alleen het 5e DCLI en enkele ondersteunende eenheden bleven voorlopig achter.

### 49e (West Riding) Infanteriedivisie
Commandanten: Major General Evelyn Barker (tot 30 november 1944) / Major General Gordon MacMillan (vanaf 30 november 1944 tot 24 maart 1945) / Major General Stuart Rawlins (vanaf 28 maart 1945) 

Na afloop van Operatie Pheasant in Noord-Brabant werd de 49e (West Riding) Infanteriedivisie overgebracht naar de Betuwe. Op 29 november 1944 nam deze Britse divisie de frontlijn over van de vertrekkende 50e Infanteriedivisie aan de noordoostkant van “The Island”. Nadat de Duitsers de dijk bij Elden hadden doorgestoken en daarmee de Betuwe inundeerden, werd begin december 1944 de 51e Infanteriedivisie teruggetrokken en daarmee bleef de 49e Infanteriedivisie de enige grote eenheid in de Betuwe. Wel was het bruggenhoofd door de inundaties duidelijk gereduceerd in omvang, van Dodewaard, via Elst naar Haalderen. Deze situatie bleef zo gedurende de gehele winter 1944/45. In deze periode kreeg de divisie tweemaal te maken met een Duitse aanval. De eerste op 4 december bij Haalderen door het Duitse 16e Parachutistenregiment, dat redelijk gemakkelijk afgeslagen werd. De tweede was pittiger en was op 18 januari rond Zetten, door het 7e Parachutistenregiment. Toen de geallieerden in maart 1945 weer offensief werden, kreeg de divisie de opdracht om (in samenwerking met de Canadese 5e Pantserdivisie) “The Island” van Duitsers te zuiveren. Dit gebeurde van 2 tot 3 april 1945 in Operatie Destroyer en ging redelijk gemakkelijk zonder veel tegenstand. Vanaf 7 april trok de divisie de Rijn over naar Westervoort ter voorbereiding op de aanval op Arnhem. Naar hun embleem van een ijsbeer, had de divisie ook de bijnaam de “Polar Bears”..

### 50e (Northumbrian) Infanteriedivisie
Commandant: Major-General Douglas Graham, van 17 oktober tot 27 november waargenomen door Major-General Lynne en Brigadier Stanier) 

In het kader van Operatie Market-Garden werd de 69e Infanteriebrigade van deze Britse divisie op 22 september de Betuwe ingebracht en ingezet in de verovering van Bemmel en de daaropvolgende gevechten rondom deze plaats tot 29 september. In die laatste gevechten kreeg de brigade versterking van de rest van deze Britse divisie. In dit gebied kreeg de divisie ook de Duitse tegenaanval te verduren vanaf 1 oktober, met name van de 9e pantserdivisie en de 10e SS-Pantserdivisie, maar was in staat deze af te slaan. De 71e Britse- en de 160e Welshe Infanteriebrigade van de 53e (Welshe) Infanteriedivisie en het 508e Parachutistenregiment van de Amerikaanse82e Luchtlandingsdivisie werden in oktober en november 1944 tijdelijk als ondersteuning voor de divisie ingezet. Op 29 november werd de divisie teruggetrokken van “The Island”, afgelost door de 49e (West Riding) Infanteriedivisie en teruggebracht naar het VK om omgevormd te worden tot reservedivisie. De divisie had bijna 900 man verliezen geleden in zijn tijd in de Betuwe, waaronder 123 doden.

### 51e (Hoogland) Infanteriedivisie
Commandant: Major-General Thomas Rennie

Deze Britse divisie (Engels: 51st (Highland) Infantry Division) werd vanuit Noord-Brabant naar de Betuwe gebracht en verving daar vanaf 27 november de Amerikaanse 101e Luchtlandingsdivisie in de frontlijn rond Opheusden en langs de Rijn. Nadat op 2 december de Duitsers de dijken doorbraken en de Betuwe lieten inunderen, verliet de divisie al op 5 december het gebied en trok terug over de Waal.

### 53e (Welshe) Infanteriedivisie
Commandant: Major-General Robert Knox Ross

Op 7 oktober nam de Britse 53e (Welshe) Infanteriedivisie de verdediging van de sector over. 508th RCT bleef op haar locatie en kwam toen onder bevel van de 53rd. Op 17 oktober ging het bevel van de sector nogmaals over naar de 50th (Northumbrian) Infantry Division.

### 82e Luchtlandingsdivisie
Commandant: Brigadier-General, vanaf 20 oktober 1944 Major-General James Gavin (divisie), Colonel Roy Lindquist (508e RCT) 

De Amerikaanse 82e Luchtlandingsdivisie was tijdens Operatie Market-Garden ingezet rondom Nijmegen. Na afloop van deze operatie en de Duitse tegenaanvallen, trok op 6 oktober 1944 het 508e Regimental Combat Team (RCT), bestaande uit 508e PIR (Parachutisten Infanterie Regiment) met enkele ondersteunende eenheden de Waal over en vestigde zich in het gebied in en rond Bemmel en De Heuvel. Hiermee werd de Britse 231e Brigade in het gebied afgelost en kwam het 508e RCT tijdelijk onder bevel van de Britse 50e (Northumbrian) Infanteriedivisie. Op 7 oktober nam de Britse 53e (Welshe) Infanteriedivisie de verdediging van de sector over. Het 508e RCT bleef op haar locatie en kwam toen onder bevel van de 53e. Op 17 oktober ging het bevel van de sector nogmaals over naar de 50e Infanteriedivisie, waarbij het 508e eveneens op haar positie bleef. Op 28 oktober 1944 werd het 508e RCT afgelost door de Britse 231e Brigade voor een rustperiode in Nijmegen, waarna op 2 november men weer terugkeerde naar Bemmel. Uiteindelijk werd het 508e RCT op 10 november 1944 definitief afgelost door de Britse 69e Brigade. Dus slechts een deel van de 82e Luchtlandingsdivisie kwam in actie in de Betuwe. De divisie werd daarna overgebracht naar Frankrijk (bij Reims) voor rust en herstel, na 57 dagen in actie geweest te zijn.

### 101e Luchtlandingsdivisie
Commandant: Major-General Maxwell Taylor

De Amerikaanse 101e Luchtlandingsdivisie was tijdens Operatie Market-Garden in eerste instantie ingezet rondom Eindhoven en op de weg vanaf daar richting Nijmegen. Vanaf (2 tot) 5 oktober 1945 nam de divisie de posities in van de 43e (Wessex) Infanteriedivisie. Meteen dezelfde dag kreeg de divisie een zware aanval over zich heen bij Opheusden door de Duitse 363e Volksgrenadierdivisie, die drie dagen aanhield. Met Britse steun en onder flinke verliezen konden de para’s zich grotendeels staande houden en brachten ook deze verse Duitse divisie zware verliezen toe. Ook rond Randwijk werd stevig gevochten. De daaropvolgende kleine twee maanden bleef de divisie in deze positie aan de westelijke kant van “The Island”. Uiteindelijk pas op 27 november 1944, dus 71 dagen na de eerste droppings rond Zon, werd de divisie afgelost door de 51e (Hoogland) Infanteriedivisie en werd voor rust en herstel naar Frankrijk (bij Reims) gebracht.

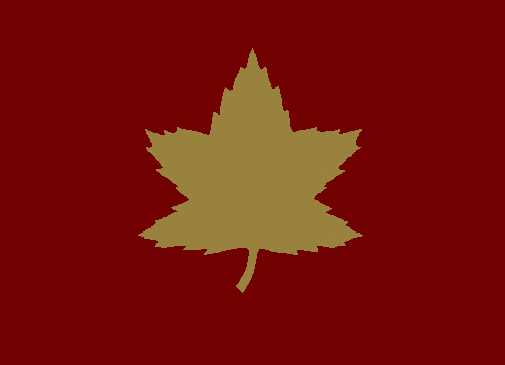

### 5e Canadese Pantserdivisie
Commandant: Major-General Bert Hoffmeister

De 5e Pantserdivisie werd in de januari-maart 1945 vanuit Italië overgeplaatst naar Noordwest Europa, naar België. Op 31 maart 1945 nam de divisie de westelijke sector van “The Island” over van de 49e Infanteriedivisie, maar bleef ook verantwoordelijk voor de verdediging van de zuidelijke Waaloever tot aan Heerewaarden. De divisie, voornamelijk de 11e Brigade, nam van 2 tot 4 april deel aan Operatie Destroyer, het Duitser-vrij maken van “The Island”. Dit ging redelijk makkelijk en Randwijk en Heteren werden zonder tegenstand bevrijd. Bij Driel liepen de Canadezen tegen twee Duitse tegenaanvallen op, maar die werden gemakkelijk afgeslagen. De meeste hinder kwam nog van mijnen. Daarmee was de Rijnoever in geallieerd bezit. Vanaf 7 april trok de divisie de Rijn over naar Westervoort ter voorbereiding op de aanval op Arnhem.

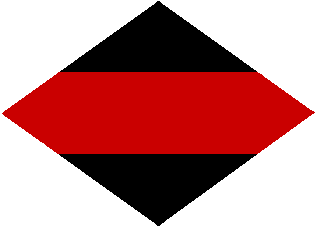

### 1e Canadese Pantserbrigade
Commandant: Brigadier-General W. Murphy

De 1e Canadese Pantserbrigade werd ook in de januari-maart 1945 vanuit Italië overgeplaatst naar Noordwest Europa, naar België. Vanaf begin april 1945 nam de brigade de verdediging op zich van de zuidelijke Waaloever. Het 11e Pantserregiment werd echter ter ondersteuning toebedeeld aan de 43e Infanteriedivisie, en was hier de rest van april mee in actie. Nadat de 5e Pantserdivisie de Betuwe verliet, nam van 12 april 1945 de brigade de posities aan de westelijke zijde van “The Island” over en bleef daar in actie tot mei 1945. Vanaf 3 april was ook de Belgische Brigade Piron onder bevel gebracht.

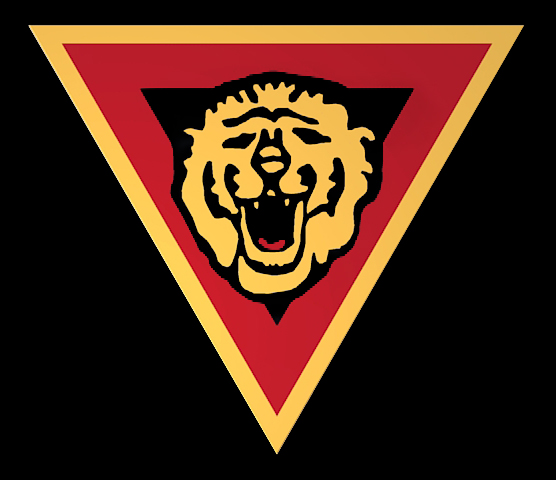

### Brigade Piron
Commandant: Kolonel Jean-Baptiste Piron

De Brigade Piron of officieel Belgische 1e Infanteriebrigade werd vanaf 3 april 1945 onder bevel gesteld van de Canadese 5e Pantserdivisie (en dan uiteindelijk onder de 1e Canadese Pantserbrigade) en betrok stellingen rond Wamel-Leeuwen-Druten. Dit betrof alleen het 1e en 3e bataljon. Op 12 april trok dan de brigade de Betuwe binnen. Vanaf 18 april viel de brigade aan richting Ochten (1e bataljon) en Opheusden (3e bataljon). De laatste plaats werd veroverd, de eerste niet. Eind april stopte de opmars en de brigade bleef in dit gebied tot het einde van de vijandelijkheden.